# DanceDanceRevolution 2ndMIX
Dance Dance Revolution 2nd mix es el segundo videojuego de la serie Dance Dance Revolution, publicada por Konami el 19 de enero de 1999. A pesar de que este juego es exclusivo de Japón, algunas máquinas están disponibles a nivel mundial. El 21 de abril de 1999 se incluye la versión Link que contiene algunas canciones nuevas y el soporte para memory cards de PlayStation. El 26 de agosto de 1999, se ha publicado una versión para PlayStation renombrada 2nd ReMix, que contiene 34 canciones. El 17 de enero de 2000, se ha publicado una versión para Dreamcast, que consta de 43 canciones, algunas para 3rdMIX y otras para DDR norteamericana para PlayStation. El 16 de noviembre de 2011, es revivida gracias al arcade DDR X3 y su soporte con el sistema e-AMUSEMENT.

## Cambios
- Al elegir dificultades, está desbloqueado la dificultad Another, pero pide código para la dificultad Maniac, más difícil que el another.
- La barra de vida tiene contorno metálico, lo que facilita su visión.
- se usa casi los mismos códigos que su precuela para cambiar las opciones relacionadas con las flechas (ejemplo: 4 arriba para cancelar las opciones).
- Con las versiones club, 3rdMIX (plus) y X3, se incorpora las flechas Vivid, siendo revertidas a note o flat mediante códigos.
- Desde el 2ndMIX Link, tiene soporte con Memory Cards PlayStation, caso que fue eliminada desde Supernova a favor del sistema e-Amusement.

## Lista de canciones
En esta lista se incluye las canciones de las versiones arcade (No incluye versiones club ni link).
Está basado en la arcade DDR X3. Esta lista no incluye a "Strictly Business", que es exclusivo para la arcade original, las canciones step battle y las versiones de consolas. Las versiones de consolas incluyen cambios de listas de canciones (como 2ndREMIX, que tiene canciones de la versión link y la mayoría de esta lista). Canciones con claqueta contiene video en entregas post-supernova.
| Canciones                                                      | Artistas                             | Notas                                |
| Licencia de Dancemania (17 en total)                           | Licencia de Dancemania (17 en total) | Licencia de Dancemania (17 en total) |
| -------------------------------------------------------------- | ------------------------------------ | ------------------------------------ |
| "HAVE YOU NEVER BEEN MELLOW"                                   | THE OLIVIA PROJECT                   | de Dancemania 10                     |
| "KUNG FU FIGHTING"                                             | BUS STOP feat. CARL DOUGLAS          | de Dancemania EXTRA                  |
| "LET'S GET DOWN"                                               | JT PLAYAZ                            | de Dancemania 9                      |
| "LITTLE BITCH"                                                 | THE SPECIALS                         | de Dancemania SUMMERS                |
| "MY FIRE"                                                      | X-TREME                              | de Dancemania WINTERS                |
| "THAT'S THE WAY (I LIKE IT)"                                   | KC & THE SUNSHINE BAND               | de Dancemania Classics               |
| "BAD GIRLS"                                                    | Juliet Roberts                       | de ZIPmania                          |
| "BOOM BOOM DOLLAR (Red Monster Mix)"                           | King Kong & D. Jungle Girls          | de Dancemania Super Classics 1       |
| "I believe in miracles (The Lisa Marie Experience Radio Edit)" | HI-RISE                              | de Dancemania X1                     |
| "SMOKE"                                                        | MR. ED JUMPS THE GUN                 | de Dancemania WINTERS                |
| "Stomp to my beat"                                             | JS16                                 | de Dancemania WINTERS                |
| "HERO"                                                         | PAPAYA                               | de Dancemania EXTRA                  |
| "IF YOU WERE HERE"                                             | JENNIFER                             | de Dancemania EXTRA                  |
| "butterfly"                                                    | SMILE.dk                             | de Dancemania 10                     |
| "BOYS"                                                         | SMILE.dk                             | de Dancemania X1                     |
| "DUB-I-DUB"                                                    | ME & MY                              | de Dancemania EXTRA                  |
| "GET UP'N MOVE"                                                | S&K                                  | de Dancemania BASS#2                 |
| Originales de Konami(11 en total)                              |                                      |                                      |
| "PUT YOUR FAITH IN ME"                                         | UZI-LAY                              | Original de Konami                   |
| "PUT YOUR FAITH IN ME (Jazzy Groove)"                          | UZI-LAY                              | Original de Konami                   |
| "TRIP MACHINE"                                                 | DE-SIRE                              | de su precuela, 1st mix              |
| "SP-TRIP MACHINE ~JUNGLE MIX"                                  | DE-SIRE                              | Original de Konami                   |
| "AM-3P"                                                        | KTz                                  | Original de Konami                   |
| "BRILLIANT 2U"                                                 | NAOKI                                | Original de Konami                   |
| "BRILLIANT 2U (Orchestra-Groove)"                              | NAOKI                                | Original de Konami                   |
| "MAKE IT BETTER"                                               | mitsu-O!                             | de su precuela, 1st mix              |
| "MAKE IT BETTER (So-REAL MIX)"                                 | mitsu-O! SUMMER                      | Original de Konami                   |
| "PARANOiA"                                                     | 180                                  | de su precuela, 1st mix              |
| "PARANOiA MAX ~DIRTY MIX~"                                     | 190                                  | Original de Konami                   |
| Exclusivos para DDR X3 (2 en total)                            |                                      |                                      |
| "TRIP MACHINE EVOLUTION"                                       | DE-JAVU                              | FINAL STAGE en normal                |
| "PARANOiA Revolution"                                          | CLIMAX of MAXX 360                   | FINAL STAGE en Hard                  |

### Canciones de la versión Link

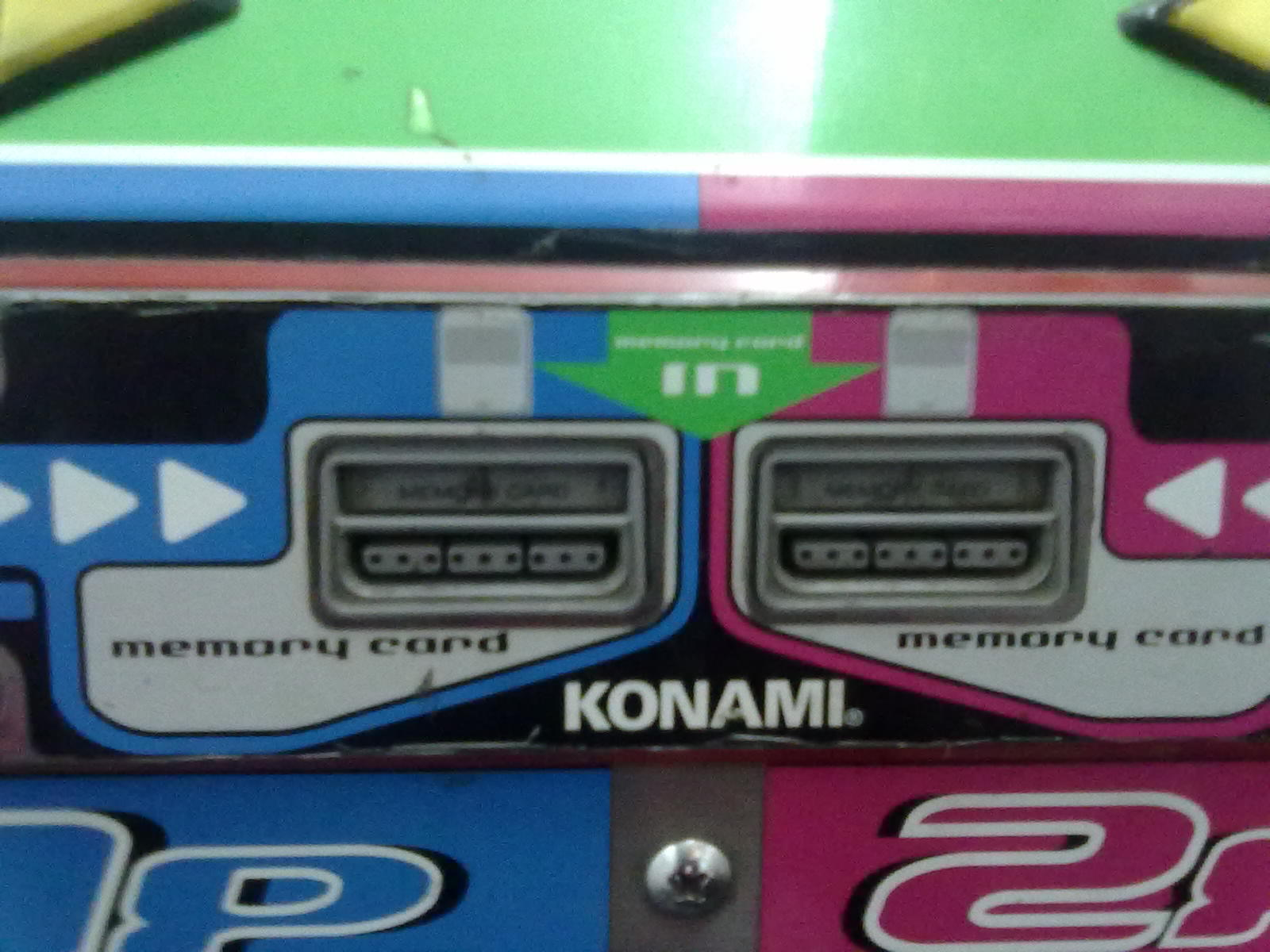
La versión link tiene ranuras PlayStation

Además de la lista de arriba, se agregan las 5 siguientes canciones que no están en la arcade DDR X3:
| Canciones                   | Artistas               | Notas |
| Licencia de Dancemania      | Licencia de Dancemania | Licencia de Dancemania                                                                                            |
| --------------------------- | ---------------------- | --- |
| "EL RITMO TROPICAL"         | DIXIES GANG            | de Dancemania SUMMERS 2                                                                                           |
| "LOVE"                      | SONIC DREAM            | de Dancemania X1                                                                                                  |
| "TUBTHUMPING"               | CHUMBAWAMBA            | de Dancemania EXTRA                                                                                               |
| De las versiones caseras    |                        | |
| "MAKE A JAM!"               | U1                     | de Dance Dance Revolution (PSX) se encuentra en DDR A (carpeta Req. completar el mundo 1 de Baby-Lon's Adventure) |
| "PARANOiA KCET ~clean mix~" | 2MB                    | de Dance Dance Revolution (PSX) se encuentra en modo pro de X3 (carpeta 2ndMIX)                                   |

### Provenientes de beatmania IIDX
Adicionalmente, si se une beatmania IIDX al juego (exc. en DDR X3), se activan las canciones que provienen de ese juego. Solo 1st STYLE, Substream y 2nd STYLE son las versiones permitidas. En caso de canciones divididas, se especificará el estilo o la dificultad en IIDX, ya que en DDR no tiene soporte para canciones divididas entre dificultades ni estilos.
| Canciones | Artistas                      | Notas                                                                                 |
| Licencias de Club Version 1 | Licencias de Club Version 1   | Licencias de Club Version 1                                                           |
| --- | ----------------------------- | ------------------------------------------------------------------------------------- |
| "been so long" | m-flo                         | de 1st STYLE                                                                          |
| "The rhyme brokers" | m-flo                         | de 1st STYLE                                                                          |
| "The Theme from "Flo-jack"" | m-flo                         | de 1st STYLE                                                                          |
| "YOU MAKE ME" | MONDAY MICHIRU                | de 1st STYLE                                                                          |
| Licencias de Club Version 2 |                               |                                                                                       |
| "ちょっときいてな (ZANSHIN-NA MIX)" (Chotto kiitena (ZANSHIN-NA MIX))                                                                                             | Laugh & Peace                 | de Substream                                                                          |
| Originales de Club 1 |                               |                                                                                       |
| "20,november" DOUBLE: "20,november (Club 2P ver.)" | DJ nagureo                    | Dividida en SINGLE en CLUB 1 y DOUBLE en CLUB 2 de beatmania 1st                      |
| "Celebrate" | JJ COMPANY                    | de 1st STYLE                                                                          |
| "Do you love me?" | Reo Nagumo                    | de beatmania 2ndMIX                                                                   |
| "Dr.LOVE" | baby weapon feat.Asuka.M      | de 1st STYLE                                                                          |
| "Jam jam reggae" | jam master'73                 | de beatmania 1st                                                                      |
| "LUV TO ME (disco mix)" | tiger YAMATO                  | de 1st STYLE                                                                          |
| "Melt in my arms" | Honey P feat.Asuka.M          | de 1st STYLE                                                                          |
| "R3" ANOTHER: "R3 (Club ANOTHER Ver.)" | tiger YAMATO                  | Dividida en original en CLUB 1 y ANOTHER en CLUB 2 de 1st STYLE                       |
| "Special energy" ANOTHER: "Special energy (Club ANOTHER Ver.)" | DJ FX                         | Dividida en original en CLUB 1 y ANOTHER en CLUB 2 de 1st STYLE                       |
| Originales de Club 2 |                               |                                                                                       |
| "22DUNK" ANOTHER: "22DUNK (Club ANOTHER Ver.)" | SLAKE                         | Dividida en original y ANOTHER de 1st STYLE                                           |
| "5.1.1." | dj nagureo                    | de 1st STYLE                                                                          |
| "Be in my paradise" | JJ COMPANY                    | de 1st STYLE                                                                          |
| "Beginning of life" | QUADRA                        | de beatmania 2ndMIX                                                                   |
| "Deep Clear Eyes" ANOTHER: "Deep Clear Eyes (Club ANOTHER Ver.)"                                                                                                  | QUADRA                        | Dividida en original y ANOTHER de beatmania 2ndMIX                                    |
| "deep in you" | dj nagureo                    | de beatmania 4thMIX -the beat goes on-                                                |
| "Diving money" | QUADRA                        | de 1st STYLE                                                                          |
| "e-motion" | e.o.s                         | de beatmania 2ndMIX                                                                   |
| "g.m.d." | DJ mazinger feat. Muhammad    | de 1st STYLE                                                                          |
| "GAMBOL" | SLAKE                         | de 1st STYLE                                                                          |
| "GENOM SCREAMS" | L.E.D. LIGHT                  | de beatmania 4thMIX -the beat goes on-                                                |
| "Gentle stress" | DJ Swan                       | De Substream                                                                          |
| "GRADIUSIC CYBER" ANOTHER: "GRADIUSIC CYBER (Club ANOTHER Ver.)"                                                                                                  | TAKA                          | Dividida en original y ANOTHER de 1st STYLE                                           |
| "Into the world" | QUADRA                        | de 1st STYLE                                                                          |
| "LOVE SO GROOVY" DOUBLE: "LOVE SO GROOVY (Club 2P ver.)" Originalmente llamado LOVE SO GROOVY (12inch version) en DOUBLE                                          | LOVEMINTS                     | Dividida en SINGLE y DOUBLE de beatmania 1st                                          |
| "Macho Gang" | ANAL SPYDER                   | De Substream                                                                          |
| "OVERDOSER (romo mix)" DOUBLE: "OVERDOSER (ambient mix)" En DDR son nombrados como OVERDOSER y OVERDOSER (Club 2P ver.) en SINGLE y DOUBLE, respectivamente       | MIRAK                         | Dividida en SINGLE y DOUBLE de beatmania 1st                                          |
| "patsenner" | dj nagureo                    | de 1st STYLE                                                                          |
| "Perfect free" | nite system                   | de 1st STYLE                                                                          |
| "Prince on a star" | SPIRITUAL RIDE                | de 1st STYLE                                                                          |
| "Queen's Jamaica (astria mix)" | Crunky Boy featuring Muhammad | de 1st STYLE                                                                          |
| "RUGGED ASH" | SYMPHONIC DEFOGGERS           | de beatmania 4thMIX -the beat goes on-                                                |
| "Salamander Beat Crush mix" | NITE SYSTEM                   | de beatmania 2ndMIX                                                                   |
| "Ska a gogo" | THE BALD HEADS                | de beatmania 2ndMIX                                                                   |
| "THE EARTH LIGHT" | L.E.D. LIGHT                  | De Substream                                                                          |
| Originales de DDR en beatmania IIDX |                               |                                                                                       |
| "BRILLIANT 2U (CLUB VER.)" | NAOKI                         | Variante IIDX Edit en Substream                                                       |
| "KEEP ON MOVIN' (CLUB VER.)" | N.M.R.                        | Variante IIDX Edit en Substream                                                       |
| "PARANOiA MAX～DIRTY MIX～ (CLUB VER.)" SP ANOTHER: "PARANOiA MAX～DIRTY MIX～ (Club ANOTHER Ver.)" DP ANOTHER: "PARANOiA MAX～DIRTY MIX～ (Club ANOTHER Ver. 2)" | 190                           | Dividida en original, SINGLE ANOTHER y DOUBLE ANOTHER Variante IIDX Edit en Substream |